# Taintignies
Pour l’article ayant un titre homophone, voir Tintigny.
Taintignies (en picard Tinchnie) est un village belge et une section de la commune de Rumes, située en Région wallonne dans la province de Hainaut. Taintignies abrite la maison communale.

## Géographie
Le village est délimité au nord par les villages de Froidmont et Willemeau, à l'est par les sections voisines d'Ere et de Guignies, à l'ouest par les autres villages de la commune de Rumes, à savoir La Glanerie et Rumes, et enfin Taintignies est séparé au sud d'Howardries par une vaste étendue de bois.

## Toponymie
Jadis Tintegnies.
Formation en -(i)-acas caractéristique de la Belgique et du Nord de la France, correspondant à la forme -i-acum que l'on retrouve dans Tintigny (anciennement Tintiniacum). Le premier élément représente le nom de personne gallo-roman d'origine latine Tintenius.
Homonymie avec Tinténiac (Bretagne) et Tintignac (Limousin).

## Évolution démographique
- Sources : INS, Rem. : 1831 jusqu'en 1970 = recensements, 1976 = nombre d'habitants au 31 décembre.

## Histoire

### Aux origines de Taintignies
Pour cela, il faut se plonger jusqu'en 899. Taintignies n'avait pas encore vu le jour mais, on dénombrait pas mal de documents portant le nom de Haldione. Cela pourrait provenir du fait que ces terres se trouvaient en grande partie dans la seigneurie d'Haudion, qui s'étendait sur plusieurs paroisses. Actuellement, on pourrait effectuer un rapprochement entre Haldione et la rue Haudion qui existe encore bel et bien. Le nom de Tinteneiae n'apparait vraiment qu'en 1012 et ce nom-ci proviendrait de la villa Tintinus qui était lors de l'époque romaine une expression populaire. Ce n'est qu'au XIe siècle que le nom Tintegnies s'imposera jusque dans la seconde moitié du XXe siècle pour voir apparaître le nom de Teintignies puis le nom actuel Taintignies.

### À la féodalité
À cette époque, la peur de se faire attaquer par les villages voisins régnait parmi la population. C'est pourquoi les seigneurs entreprennent la construction de gigantesques forteresses et à leur tour les habitants de ces châteaux-forts donnent une portion de terre à d'autres nobles, ce qui donna progressivement naissance au territoire que nous connaissons aujourd'hui. En ce temps Taintignies appartenait au comté de Flandre dont le territoire se divisait ainsi :
- le grand fief de Florain avec son château. Actuellement, ce château a été rénové et la rue qui le longe porte le nom de rue de Florent ;
- la seconde partie prénommée Taintignies comprenait entre autres la seigneurie de Clairmaie et d'Haudion. Comme trace du passé, il nous reste les rues de Clairmaie et de Haudion ainsi que le bois de Clairmaie ;
- Il existait une troisième partie qui portait également le nom de Taintignies mais qui était située plus au nord-ouest(du côté de Rumes).

Pendant plusieurs siècles, ces fiefs ont toujours vécu côte-à-côte et ce n'est qu'en 1661 que le roi Philippe IV les réunira sous un unique vocable : le village de Taintignies.
Le 17 octobre 1661, par lettres données à Madrid, la terre et seigneurie de Taintignies, village à clocher dans la bailliage et pays de Tournaisis, sont érigées en baronnie au profit de Nicolas-François Bernard, dit du Bois, écuyer, seigneur du lieu. Il a ajouté à son nom celui de du Bois, en vertu du testament de Michel du Bois, son grand-oncle, qui l'avait institué son héritier universel à cette condition.

### Une période de crise
En août 1668, la terrible épidémie de la peste noire sévissait et ses ravages se firent ressentir dans les campagnes. Leurs habitants furent terrassés d'une misère affreuse. Parmi les plus touchés, il y eut les villages avoisinants, bas et marécageux, de Lesdain, Wez, Howardries et bien sûr Taintignies. L'enterrement de ces pestiférés se déroulait la nuit, sans aucune cérémonie religieuse, par des équipes spéciales avec lesquelles il était interdit de communiquer. Des itinéraires spéciaux furent imposés et la seule trace du passé relatant de cela se trouve être la voie des morts, qui relie la rue de l’Église à la rue des Chasses.
Sous le règne de Louis XIV, la situation ne fit qu'empirer à cause de guerres désastreuses qui entrainèrent l'incendie du château, qui fut reconstruit par la suite. Cette situation fut d'autant plus accentuée par une fulgurante famine qui sévissait dans la région.

### Les temps contemporains
Au XVIIIe siècle, les troupes françaises occupaient ces régions et confisquent toutes les grosses propriétés des nobles et du clergé pour ensuite les revendre. Mais seulement, Taintignies réussit tout de même a récupérer une grande partie de ses biens qui furent acquis pour une petite somme par les cultivateurs du village. Le château ainsi que l'abbaye Saint-Martin furent également sauvés.
Taintignies était en plein essor. En effet de nombreuses infrastructures sont construites (de même que des maisons), la population double, l'agriculture domine et l'industrie apparait(brasseries, briquèterie, moulins à farine). Et Taintignies était également réputé pour abriter les meilleurs maçons de la région. Commune du département de Jemmapes sous le régime français, Taintignies absorbera en 1866 les hameaux de Petit-Rumes et La Digue, détachés de Rumes.

### Taintignies à partir de 1900
Taintignies est en pleine prospérité notamment grâce à l'industrie du charbon. Les ouvriers de Taintignies sont en excellentes relations avec les charbonnages du Nord de la France. Les services métallurgiques progressent de façon surprenante et c'est pourquoi cela nécessite la construction de nouvelles habitations dans la périphérie. Ces ouvriers jouissaient d'un statut particulier: en effet, considérés comme étrangers frontaliers, ils étaient exemptés de visa de passeport et donc ils pouvaient entrer et ressortir librement du pays. On commence également à observer certaines spécialisation(la construction de four par exemple) mais la maçonnerie reste le secteur le plus important.
Cependant la Première Guerre mondiale vient interrompre cette ère de prospérité. Après la victoire, renaîtra l'essor jusque dans les années 30 où les conséquences de la crise boursière de 29 se font ressentir. Cela provoqua une hausse incroyable de chômeurs. En 1933, on en dénombre pas moins de 450. À partir de ce moment les ouvriers ne peuvent plus travailler librement en France. Tous ces évènements provoquent donc un exode vers les grands centres urbains belges à savoir Bruxelles, Charleroi et Liège.

### Après la guerre 40-45
Ce fut principalement une période de reconstruction due à de nombreux dégâts occasionnés par la Guerre. Mais ce fut également un bons en ce qui concerne la communication. Un service d'autobus est mis en place entre Taintignies et Tournai. En 1952, une ligne de chemin de fer fut étendue jusqu'à l'extrémité de Taintignies afin d'assurer le bien être aux villageois. La gare se trouvait alors à Froidmont mais elle n'existe plus aujourd'hui. Le revêtement des routes s'améliore également : à la place de la terre battue ou encore du gravier, on va privilégier les routes en pavés. Plus tard dans le siècle, vers 1977, la fusion des communes qui consistait en un groupement de communes sur base de considérations financières mais aussi d'éléments géographiques, linguistiques, économiques ou culturels.

## Liste des bourgmestres de 1830 à 1977
- Henri Crombez, de 1900 à 1919, (Parti Libéral).

## Économie
Taintignies fut et reste toujours un village rural. La population est en hausse constante et celle-ci est principalement ouvrière. On retrouve également plusieurs fermiers qui ensemble cultivent 675 ha de terre.